# Maulisia
Maulisia is een geslacht van straalvinnige vissen uit de familie van glaskopvissen (Platytroctidae). Het geslacht is voor het eerst wetenschappelijk beschreven in 1960 door Parr.

## Soorten
- Maulisia acuticeps Sazonov, 1976
- Maulisia argipalla Matsui & Rosenblatt, 1979
- Maulisia isaacsi Matsui & Rosenblatt, 1987
- Maulisia mauli Parr, 1960
- Maulisia microlepis Sazonov & Golovan, 1976